# Strahomer
Strahomer je obcestno naselje na južnem robu ljubljanskega barja v Občini Ig. Leži severovzhodno pod Krimom, kjer reka Iška priteče na barjansko ravnino, zahodno od Iga. Naselje je dostopno iz Iške vasi in Vrbljen.
Zahodno nad naseljem se dviga gozdnata vzpetina Šešer (636 m). Južno od vasi je ob ribniku ribogojnica.
V Strahomerju je s taborskim obzidjem obzidana gotska cerkev sv. Jakoba zgrajena leta 1495. Obzidje je zgrajeno iz nekdanje rimske nekropole. V ladji so ostanki fresk iz 15. stoletja. Cerkev je bila v 17. stoletju prezidana, iz tega je tudi glavni oltar zlatega tipa. V kapeli Svetega Antona je baročni oltar. Povezan je z rednimi medkrajevnimi linijami.